# Пітер Ґебріел
Пі́тер Бра́ян Ґе́бріел (англ. Peter Brian Gabriel; нар. 13 лютого 1950, Чобгем, Суррей, Англія) — британський співак і музикант. Лауреат премії «Квадрига» 2008 року.
Найвідоміше його міркування про себе: «Моє ім'я Пітер Ґебріел і те, що я роблю, це, насамперед, шум та ідеї».

## Біографія
Пітер Ґебріел разом із Майком Разерфордом, Ентоні Філліпсом і Тоні Бенксом був засновником прогресивного рок-гурту Genesis. Цей гурт став результатом злиття двох шкільних гуртів Anon та The Garden Wall, які грали спочатку, серед іншого, пісні The Yardbirds, Оттіса Реддінґа та «The Rolling Stones». Незабаром його учасники виявили власний талант складати пісні, і за продюсерства Джонатана Кінга був виданий їхній перший альбом «From Genesis to Revelation». Цей альбом не став успішним, оскільки через свою назву був віднесений до релігійної музики. На концертних виступах Ґебріел одягався в екстравагантні костюми і виконував пісні в тужливому тоні.
У 1975 році Пітер Ґебріел після запису подвійного концептуального альбому «The Lamb Lies Down on Broadway» залишив Genesis і через два роки записав перший сольний альбом, який, як і три наступні, називався просто «Peter Gabriel». Перший з цієї серії альбом 1977 р. в подальшому отримав прізвисько «Car» («авто»). Сингл «Solisbury Hill» був хітовим і надалі став класикою. Також належним чином була оцінена ще одна композиція з цього альбому «Here comes the flood».
Альбом «Peter Gabriel II» (1978 р.) отримав умовну назву «Scratch» («подряпина»), а наступний «Peter Gabriel III» (1980 р.) увійшов у життя під псевдонімом «Melt» («плавка»), посівши в британських чартах перші позиції. До найвідоміших композицій цього альбому відносять «Games Without Frontiers» та класичну «Biko», в якій йшлося про апартеїд у Південній Африці. Нарешті, останньою ланкою цієї серії став альбом «Peter Gabriel IV» (1982 р.), отримавши умовну назву «Security» («безпека») зі знаменитою піснею «Shock the monkey».
У 1980 р. Пітер Ґебріел стояв у колиски «WOMAD» («World of Music, Arts & Dance» — «світ музики, мистецтва та танцю»). «WOMAD» організовує щорічні фестивалі в поєднанні традиційної і сучасної музики, за участю музикантів і виконавців з усіх куточків світу. Незабаром ним було закладено «Gabriel Real World», лейбл та студію звукозапису, що займалась просуванням артистів навколо усього світу. На сьогоднішній день він є співзасновником ще інших проєктів: «Mudda» (скорочення від «magnificent union of digitally downloading artists», разом з Браяном Іно), «OD2» («On Demand Distribution», служба отримання музики в режимі онлайн) та ін.
Пітер Ґебріел неодноразово стверджував, що англійська мова не є тою домінуючою мовою, якою мають виконуватися пісні рок-гуртів та виконавців; цього заслуговує будь-яка мова планети. На доказ своєї такої концепції Гебріел як експеримент випустив німецькомовні варіанти своїх альбомів «Peter Gabriel III» та «Peter Gabriel IV» в ті ж самі роки, що вони були видані англійською, відповідно під назвами «Ein Deutsches Album» (1980 р.) та «Deutsches Album» (1982 р.).
Як і будь-який інший поважний артист, Ґебріел також випустив концертний альбом, що був у широкому продажу у 1983 р. і мав знову просту назву: «Peter Gabriel Plays Live».
Багатосторонність талантів Ґебріела надихнула його спробувати власні сили як композитора до музики кінофільмів. Таким першим і вдалим досвідом став його саундтрек до фільму Алана Паркера «Birdy» (1984 р.). Основу більшості інструментальних композицій склали деякі твори, що входили до перших чотирьох альбомів.
Пітер Ґебріел досяг статусу суперзірки у 1986 р. зі своїм п'ятим сольним альбомом «So». Такі пісні цього альбому, як «Sledgehammer», «In your eyes», «Do not give up» (в дуеті з Кейт Буш), «Red rain» та «Big time» штурмували чарти цілого світу. Відеокліп композиції «Sledgehammer» і досі знаходиться високо в переліках найкращих відео кліпів, в той час це була просто революція в анімаційній техніці.

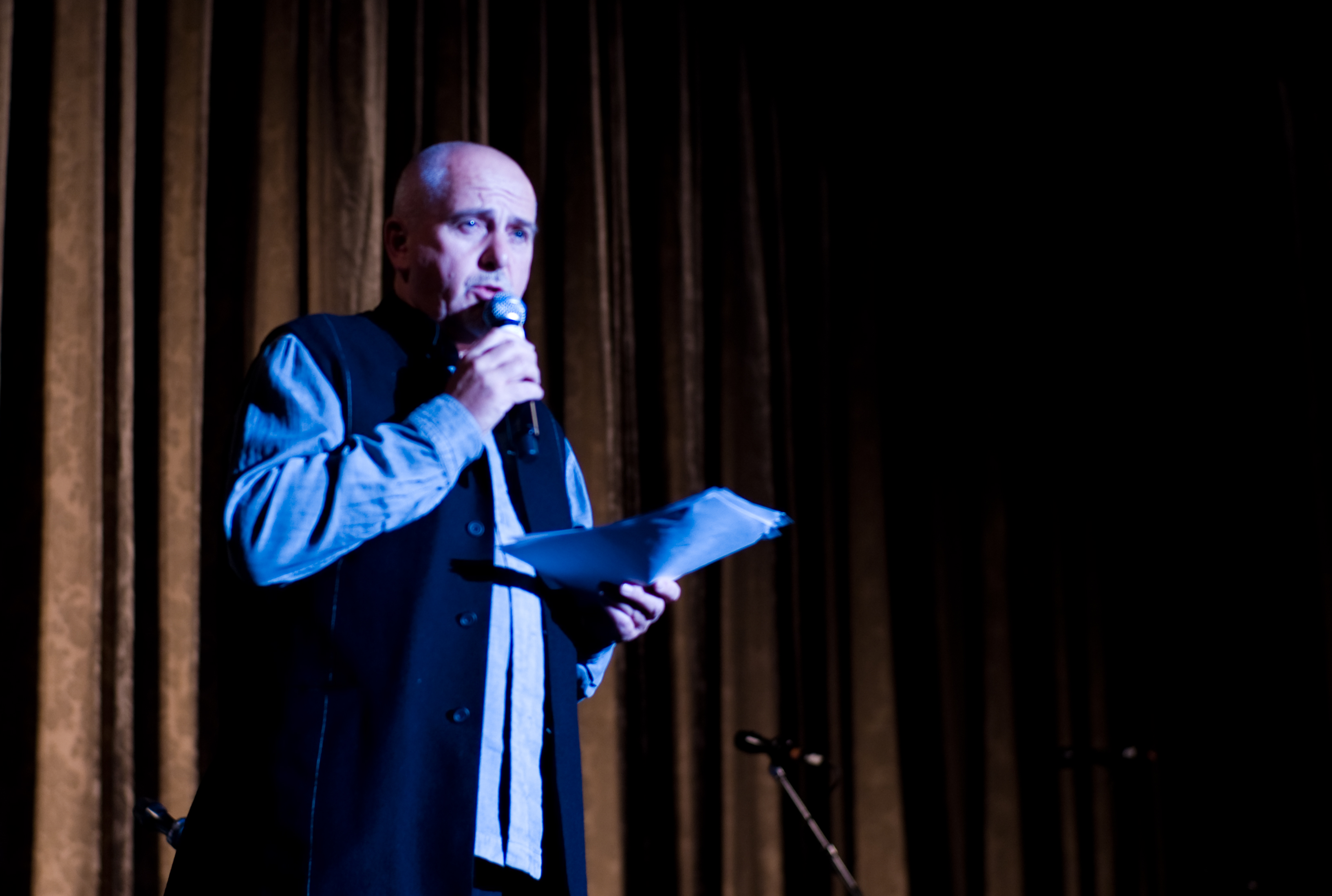
Пітер Ґебріел виступає з промовою на WITNESS у 2007 р.

Ґебріел завжди брав участь в боротьбі за права людини, особливо в Південній Африці. Його композиція «Biko», присвячена борцю проти расизму Стівену Біко стала першою популярною піснею про апартеїд. У 1988 та 1990 роках він брав участь у концертах, присвячених Нельсону Манделі на стадіоні «Вемблі». Також організовував тур за права людини «Human Rights Tour» разом у співробітництві з Міжнародною Амністією. Серед інших, хто брав участь в цьому турі є такі імена, як Стінг, Юссу Н'Дур, Трейсі Чепмен та Брюс Спрінгстін. У 1992 р. Ґебріел став співзасновником «WITNESS», некомерційної групи, що надає обладнання та супроводжує різні організації, які стежать за порушеннями прав людини і надають дані свідчення через Інтернет. За свої заслуги за дотриманням прав людини у 1995 р. Ґебріел був удостоєний премії «Північ-Південь» («North-South Prize») разом з Вера Дуарте. У 2007 р. він також започаткував «The Hub» в рамках проєкту «YouTube» за права людини.
Шостий альбом Ґебріела «Passion» побачив світ у 1989 р. Ця робота також готувалася як саундтрек до фільму «Остання спокуса Христа» режисера Мартіна Скорсезе. Це став другий вдалий досвід в написанні музики до кінофільмів. За цей альбом Гебріел отримав нагороду «Ґреммі».
Наступним альбомом, що став продаватися у 1992 році, був «Us». І хоча він не мав великого успіху, зокрема такого, який був в альбому «So», все одно це був комерційно вдалий альбом. Сингл з цього альбому «Secret world» став також назвою для великого світового турне, в які вирушив Пітер Ґебріел у 1993 та 1994 роках. Ця подорож була чимось більше, ніж низка концертів. Ґебріел зібрав величезні аудиторії на великих майданах та продемонстрував у виступах багато цікавих елементів, що супроводжувалися неймовірною кількістю енергії. Американська співачка Пола Коул виступила разом зі своїм жіночим вокалом за свій власний кошт. За запис цього турне на DVD диск Ґебріел знову був удостоєний премії «Греммі». Окрім пісні «Secret World» відомими на цьому диску стали композиції «Come Talk To Me», «Blood Of Eden» та «Steam».
Після цього туру всі наступні роки Пітер Ґебріел залишався в центрі уваги, а в 2000 році він написав музику для «Millennium Dome Show» («куполу тисячоліття») в Лондоні. Ця робота потрапила до продажу в магазинах під назвою «OVO». Це був його перший компакт-диск, що окрім звукових CDDA цифрових треків містив комп'ютерні мультимедійні приложення для перегляду записаного на диску відеокліпу.
У 2002 р. з'явився у продажу ще один альбом з традиційно спрощеною назвою «Up». Пітер Ґебріел тоді ж також повернувся зі світового турне під назвою «Growing Up». Завдяки цьому вдалому концертуванню Ґебріел надумав провести ще одне турне під назвою «Still Growing Up». Того ж року до Ґебріела поступила пропозиція опрацювати ще один саундтрек. Такою роботою стала написана ним музика до к/ф «Полювання на кроликів» режисера Філіпа Нойса.

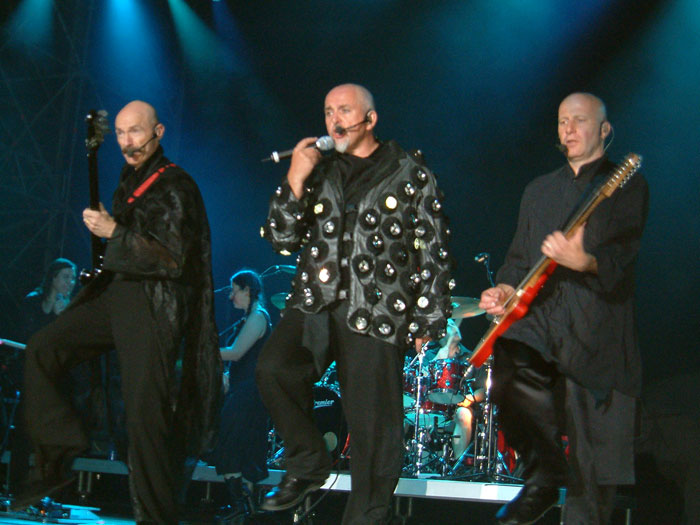
Зліва направо: Тоні Левін, Пітер Ґебріел та Дейвід Роудс під час концерту в Кайзерслаутерні, 2004 р.

Протягом всієї власної сольної кар'єри Пітер Ґебріел активно співпрацював з багатьма відомими видатними музикантами та співаками. Зокрема в запису альбомів та концертних виступах брали участь Роберт Фріпп та Тоні Левін (King Crimson), Філ Коллінз (Genesis), Девід Бові, Стюарт Копіленд (The Police), Кейт Буш, Дейвід Роудс, Джеррі Маротта, Ману Катче, Шинейд О'Коннор, Л. Шанкар та багато інших. В свою чергу Пітера запрошували до запису власних альбомів Лорі Андерсон, Джоні Мітчелл, Роббі Робертсон та ін.
2006 року Пітер Ґебріел узяв участь у награнні пісні Джона Леннона «Imagine», що йшла в прямій трансляції під час відкриття Зимових Олімпійських ігор 2006 у Турині.
Улітку 2007 р. Ґебріел відвідав Європу ще раз з серією концертів просто неба. Ці концерти знову повернулися концептуально до попередньої основи, тобто, без використання елементів великого шоу, як це мало місце в попередніх турах. 2007 року було заплановано возз'єднання учасників Genesis в первинному складі, але надмірна зайнятість Ґебріела не дала змоги взяти участь у цьому приєднанні.
У цей період Ґебріел все частіше тяжіє до мультимедійних проєктів, останнім прикладом яких є «Big Blue Ball», випущений під лейблом Real World. Цей альбом поєднав різних виконавців під різними мелодіями, серед яких на трьох можна почути і Ґебріела.
Взимку 2008 року Гебріел був номінований на «Оскар» у категорії «найкраща музика», з піснею «Down to Earth», яку він створив для анімаційного фільму «Wall-E».

## Дискографія

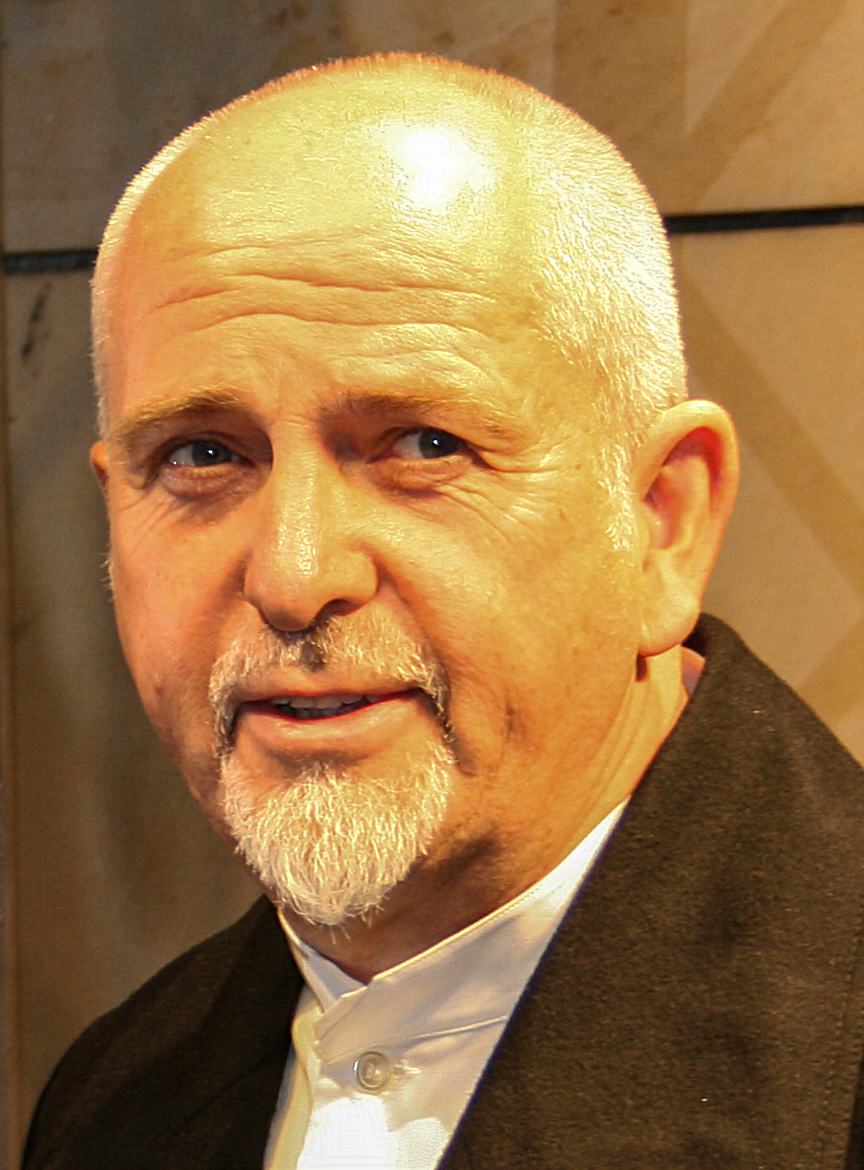
Пітер Ґебріел у 2008 р.

### Альбоми в складіGenesis
- 1969 From Genesis to Revelation
- 1970 Trespass
- 1971 Nursery Cryme
- 1972 Foxtrot
- 1973 Selling England by the Pound
- 1974 The Lamb Lies Down on Broadway

### Сольні студійні альбоми
- 1977 Peter Gabriel (I або Car, «мокре авто» на обкладинці, № 7 у Вел. Британії, № 38 в США)
- 1978 Peter Gabriel (II або Scratch, «подряпини» на обкладинці, № 10 у Вел. Британії, № 45 в США)
- 1980 Peter Gabriel (III або Melt, «розтоплене обличчя» на обкладинці, № 1 у Вел. Британії, № 22 в США, продано в США 500 000 прим.)
- 1982 Peter Gabriel (IV, або Security в США, № 6 у Вел. Британії, № 28 в США, продано в США 500 000 прим.)
- 1986 So (№ 1 у Вел. Британії, № 2 в США, продано в США 5 000 000 прим.)
- 1992 Us (№ 2 у Вел. Британії, № 2 в США, продано в США 1 000 000 прим.)
- 2002 Up (№ 11 у Вел. Британії, № 9 в США, № 1 в Італії)
- 2010 Scratch My Back
- 2011 New Blood
- 2013 And I'll Scratch Yours
- 2023 i/o

### Спеціальні проєктні альбоми
- 2000 OVO
- 2008 Big Blue Ball

### Альбоми німецькою мовою
- 1980 Ein Deutsches Album (німецькомовна версія альбому III)
- 1982 Deutsches Album (німецькомовна версія альбому IV; декілька реміксів)

### Концертні альбоми
- 1983 Plays Live (подвійний)
- 1994 Secret World Live (подвійний)
- 2012 Live Blood (подвійний)
- 2014 Back to Front: Live in London (подвійний)

### Збірки
- 1990 Shaking the Tree (найкраще з 1976—1990, № 11 у Вел. Британії, № 48 в США, продано в США 2 000 000 прим.)
- 1992 Revisited (найкраще з 1977—1978)
- 2003 Hit (№ 29 у Вел. Британії, № 100 в США)

### Саундтреки
- 1985 Birdy (саундтрек з фільму Алана Паркера «Birdy», № 162 в США)
- 1989 Passion: Music for The Last Temptation of Christ (музика до к/ф «Остання спокуса Христа» — реж. Мартін Скорсезе, № 29 у Вел. Британії, № 60 в США, продано в США 500 000 прим.)
- 1989 In your eyes (саундтрек до фільму «Say anything» — реж. Кемерон Кроу)
- 2002 Long Walk Home: Music from the Rabbit-Proof Fence (музика до австрал. к/ф «Полювання на кроликів» — реж. Філіп Нойс)

### Відео/DVD
- 1994 Secret World Live (концертний DVD з турне «Secret World Tour» 1992—1993 р.р., продано 1 000 000 прим.)
- 1987 Cv (Відеозбірка)
- 1990 PoV (Концерт в Греції, 1988)
- 1993 all about US (Відеозбірка)
- 2003 Growing Up (концертний DVD з турне «Growing Up Tour» у 2002—2003 р.р.)
- 2004 Play (DVD-збірка з усім його музичним відеоматеріалом, в тому числі бонусні відео та відновлени звук)
- 2004 A Family Portrait — A Film By Anna Gabriel (донька Пітера Ґебріела, Анна Марі Ґебріел, керувала створенням фільму про тури свого батька «Growing Up» та «Still Growing Up»)
- 2005 Still Growing Up: Live & Unwrapped

### Мультимедійні диски CD-ROM/CD-i
- 1995 Xplora1 Peter Gabriel's Secret World